# Zeki Pascià
Zeki Paşa, noto come Zeki Pascià o Mehmet Zeki Baraz Kolaç Kılıçoğlu dopo la legge sul cognome del 1934 (Aleppo, 1862 – Istanbul, 1943), è stato un militare ottomano delle guerre balcaniche e della prima guerra mondiale. Era di origine circassa.

## Carriera
Si diplomò all'Accademia militare ottomana nel 1883 e allo Staff College nel 1887. Nel 1894, come comandante del IV corpo d'armata, fu decorato per la sua partecipazione all'eccidio di Sasun. Durante i massacri, avrebbe affermato, "non trovando alcuna ribellione, abbiamo sgombrato il paese in modo che non si verificasse alcuna ribellione in futuro".
Nel 1912-1913 fu comandante dell'armata del Vardar durante la prima guerra balcanica. Seguendo gli ordini di Nazim Pascià, capo di stato maggiore dell'esercito ottomano, Zeki Pascià intraprese la battaglia di Kumanovo contro la Serbia.
Il suo insuccesso nel posizionare l'artiglieria chiave ostacolò le forze sotto il suo comando, portando alla loro sconfitta a Kumanovo. Durante la frenetica ritirata ottomana da Kumanovo, un soldato ottomano scontento tentò di assassinarlo, contribuendo al panico. L'armata del Vardar, costituita dal VII Corpo comandato da Fethi Pascià, dal VI Corpo comandato da Djavid Pascià e dal V Corpo comandato da Kara Said Pascià, tutti sotto il comando di Zeki Pascià, si ritirò a Monastir (l'odierna Bitola) dopo la sconfitta di Kumanovo.
Zeki Pascià stabilì una forte posizione difensiva sulle alture di Oblakovo a nord-ovest di Monastir prima della battaglia. Tuttavia, durante la battaglia di Monastir, l'artiglieria e la fanteria serbe riuscirono a sconfiggere gli ottomani. Fethi Pascià fu tra le vittime.

Il 21 novembre 1914 fu assegnato come ufficiale ottomano di collegamento al Kaiser Guglielmo II e fu inviato nell'Impero tedesco. Il generale tedesco Ludendorff lo descrisse come un "nobile ottomano e affidabile amico della Germania, un incredibile discreto e buon sostenitore del suo esercito". Guidò la delegazione ottomana che firmò l'armistizio con la Russia il 15 dicembre 1917. Dopo l'armistizio, tornò a Costantinopoli e prestò servizio come capo di stato maggiore ottomano tra il 23 ottobre 1920 e il 1º novembre 1922. Si ritirò dall'esercito nel 1923.

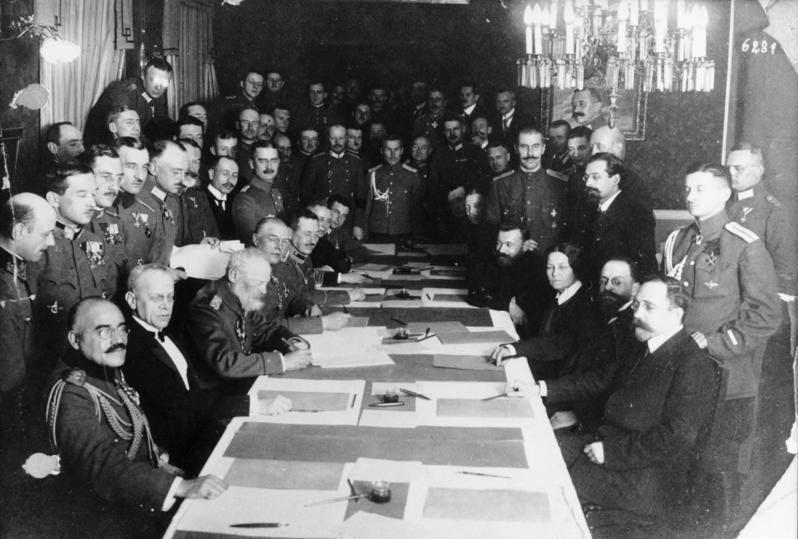
Zeki Pascià (in basso a sinistra) guidò la delegazione ottomana che firmò l'armistizio con la Russia.